# Didymophysa
Didymophysa, rod trajnica iz porodice krstašica. Postoje tri vrste raširene po visokim planinskim područjima od Srednje do Male Azije i Kavkaza.
Listovi su sitni i jednostavni, cvjetovi mali, bijeli ili lila

## Vrste
1. Didymophysa aucheri Boiss.; Iran, Irak, Sjeverni Kavkaz, Zakavkazje, Turska
2. Didymophysa fedtschenkoana Regel; Afganistan, Kazahstan, Kirgistan, Pakistan, Tadžikistan, Uzbekistan
3. Didymophysa fenestrata (Boiss. & Hohen.) Esmailbegi, D.A.German & Al-Shehbaz; iranski endem